# Bauhinia hymenaeifolia
Bauhinia hymenaeifolia är en ärtväxtart som beskrevs av William Botting Hemsley. Bauhinia hymenaeifolia ingår i släktet Bauhinia och familjen ärtväxter.

## Underarter
Arten delas in i följande underarter:
- B. h. hymenaeifolia
- B. h. stuebeliana